# Tradeskancija
Tradeskancija (lat. Tradescantia), veliki i rasprostranjeni biljni rod iz porodice komelinovki (Commelinaceae). Postoji osamdesetak priznatih vrsta koje rastu sve od Kanade na sjeveru do Argentine na jugu. Tipična je T. virginiana. U rod su uključene i vrste roda Zebrina. 

## Vrste
1. Tradescantia ambigua Mart. ex Schult. & Schult.f.
2. Tradescantia × andersoniana W.Ludw. & Rohweder
3. Tradescantia andrieuxii C.B.Clarke
4. Tradescantia atlantica M.Pell.
5. Tradescantia boliviana (Hassk.) J.R.Grant
6. Tradescantia bracteata Small ex Britton
7. Tradescantia brevifolia (Torr.) Rose
8. Tradescantia buckleyi (I.M.Johnst.) D.R.Hunt
9. Tradescantia burchii D.R.Hunt
10. Tradescantia cerinthoides Kunth
11. Tradescantia chrysophylla M.Pell.
12. Tradescantia cirrifera Mart.
13. Tradescantia commelinoides Schult. & Schult.f.
14. Tradescantia crassifolia Cav.
15. Tradescantia crassula Link & Otto
16. Tradescantia cymbispatha C.B.Clarke
17. Tradescantia decora W.Bull
18. Tradescantia deficiens Brandegee
19. Tradescantia edwardsiana Tharp
20. Tradescantia ernestiana E.S.Anderson & Woodson
21. Tradescantia exaltata D.R.Hunt
22. Tradescantia fluminensis Vell.
23. Tradescantia gentryi D.R.Hunt
24. Tradescantia gigantea Rose
25. Tradescantia gracillima Standl.
26. Tradescantia grantii Faden
27. Tradescantia guiengolensis Matuda
28. Tradescantia gypsophila B.L.Turner
29. Tradescantia hertweckiae M.Pell.
30. Tradescantia hirsuticaulis Small
31. Tradescantia hirsutiflora Bush
32. Tradescantia hirta D.R.Hunt
33. Tradescantia huehueteca (Standl. & Steyerm.) D.R.Hunt
34. Tradescantia humilis Rose
35. Tradescantia leiandra Torr.
36. Tradescantia llamasii Matuda
37. Tradescantia longipes E.S.Anderson & Woodson
38. Tradescantia masonii Matuda
39. Tradescantia maysillesii Matuda
40. Tradescantia mcvaughii D.R.Hunt
41. Tradescantia mirandae Matuda
42. Tradescantia monosperma Brandegee
43. Tradescantia mundula Kunth
44. Tradescantia murilloae Zamudio, Espejo, López-Ferr. & Ceja
45. Tradescantia nuevoleonensis Matuda
46. Tradescantia occidentalis (Britton) Smyth
47. Tradescantia ohiensis Raf.
48. Tradescantia orchidophylla Rose & Hemsl.
49. Tradescantia ozarkana E.S.Anderson & Woodson
50. Tradescantia pallida (Rose) D.R.Hunt
51. Tradescantia pedicellata Celarier
52. Tradescantia peninsularis Brandegee
53. Tradescantia petiolaris M.E.Jones
54. Tradescantia petricola J.R.Grant
55. Tradescantia pinetorum Greene
56. Tradescantia plusiantha Standl.
57. Tradescantia poelliae D.R.Hunt
58. Tradescantia praetermissa M.Pell.
59. Tradescantia pygmaea D.R.Hunt
60. Tradescantia reverchonii Bush
61. Tradescantia roseolens Small
62. Tradescantia rozynskii Matuda
63. Tradescantia schippii D.R.Hunt
64. Tradescantia schwirkowskiana Funez, Hassemer & J.P.R.Ferreira
65. Tradescantia serrana Hassemer & Funez
66. Tradescantia seubertiana M.Pell.
67. Tradescantia sillamontana Matuda
68. Tradescantia soconuscana Matuda
69. Tradescantia spathacea Sw.
70. Tradescantia standleyi Steyerm.
71. Tradescantia stenophylla Brandegee
72. Tradescantia subacaulis Bush
73. Tradescantia subaspera Ker Gawl.
74. Tradescantia tenella Kunth
75. Tradescantia tepoxtlana Matuda
76. Tradescantia tharpii E.S.Anderson & Woodson
77. Tradescantia tucumanensis M.Pell.
78. Tradescantia umbraculifera Hand.-Mazz.
79. Tradescantia valida G.Brückn.
80. Tradescantia velutina Kunth & C.D.Bouché
81. Tradescantia virginiana L.
82. Tradescantia wrightii Rose & Bush
83. Tradescantia zanonia (L.) Sw.
84. Tradescantia zebrina Bosse